# Henrique Almeida Caixeta Nascentes
Henrique Almeida Caixeta Nascentes (Brasilia, 27 mei 1991) - voetbalnaam Henrique - is een Braziliaans voetballer die als aanvaller speelt. Hij speelt momenteel bij Real Madrid Castilla, dat hem huurt van het Braziliaanse Botafogo. Hij werd in 2011 verkozen tot beste speler op het WK -20 2011 in Colombia.

## Clubcarrière
In februari 2009 debuteerde Henrique voor São Paulo tegen Mogi Mirim. Een jaar later scoorde hij zijn eerste doelpunt voor São Paulo in het staatskampioenschap tegen Grêmio Barueri Futebol. In 2010 werd hij uitgeleend aan EC Vitória, waar hij vier doelpunten scoorde uit 17 competitiewedstrijden. In januari 2012 werd hij voor zes maanden uitgeleend aan het Spaanse Granada. In juli 2012 werd hij zes maanden uitgeleend aan Sport Club do Recife.  Op 2 januari 2013 kocht Botafogo 50% van de transferrechten van Henrique. Op 30 augustus 2013 maakte Real Madrid CF bekend dat Henrique voor één seizoen gehuurd wordt van Botafogo. Hij krijgt zijn kans in het tweede elftal van Real Madrid, dat uitkomt in de Segunda División. Hij kreeg het shirtnummer 9.

## Interlandcarrière
Henrique won met Brazilië -20 het WK -20 2011 in Colombia. Hij werd daarbij ook nog eens verkozen tot beste speler van het toernooi.
1 Courtois ·
2 Carvajal  ·
3 Militão ·
4 Alaba ·
5 Bellingham ·
6 Camavinga ·
7 Vinícius ·
8 Valverde ·
9 Mbappé ·
10 Modrić ·
11 Rodrygo ·
13 Lunin ·
14 Tchouaméni ·
15 Güler ·
16 Endrick ·
17 Vázquez ·
18 Vallejo ·
19 Ceballos ·
20 García ·
21 Díaz ·
22 Rüdiger ·
23 Mendy ·
Coach: C. Ancelotti
Assistent-trainer: D. Ancelotti